# Adimaro Sala
Adimaro Sala (* vor 1950; † 2011) war ein italienischer Filmschaffender und Autor.

## Leben
Sala begann sein Wirken im Filmgeschäft zu Beginn der 1950er Jahre als Maskenbildner, produzierte dann zwei vergessene Genrefilme und war als Produktionsleiter bei zwei weiteren tätig. 1963 führte er erstmals Regie; sein Debüt Il mito war von Zensurmaßnahmen wegen Nacktszenen der Hauptdarstellerin Lydia Alfonsi betroffen. Auch eine Wiederaufführung 1967 unter neuem Titel konnte das Werk zu keinem finanziellen Erfolg machen. Nach weiteren drei Filmen, die teilweise erst viele Jahre nach Vollendung erstmals zu sehen waren und ebenfalls unter den wirtschaftlichen Erwartungen blieben, veröffentlichte Sala mit La notte dell'ultimo giorno seinen Schwanengesang über die Unmöglichkeit, für das Kino Kunst zu erschaffen.
Nach mehr als dreißig Jahren trat Sala als Autor 2006 wieder in die Öffentlichkeit, als er mit Eddie l'allegro (ISBN 978-8889672259) seinen Romanerstling vorlegte; 2007 folgte Merluzzi e baccalà hanno occhi differenti (ISBN 978-8889672143).

## Filmografie (Auswahl)
Regie
- 1963: Die Lust und die Gewalt (Il mito)
- 1967: È stato bello amarti
- 1969: La pelle a scacchi (& Schnitt)
- 1970: Tempo di immagini
- 1972: La notte dell'ultimo giorno

Sonstige
- 1956: Das Reismädchen (La risaia) (Maske)